# السبيعات (الرقة)
السبيعات قرية سورية تتبع ناحية السبخة في منطقة مركز الرقة في محافظة الرقة. بلغ عدد سكانها 675 نسمة في عام 2004 حسب إحصاء المكتب المركزي للإحصاء.